# FM-11
FM-11（エフ・エム・イレブン、FUJITSU MICRO 11）は、1982年に富士通が発表したパソコンである。

## 概要
FM-11は、FM-8のビジネス向け上位機種として開発された。FDDを内蔵でき、また拡張スロットを本体内に持つため、筐体は大型である。
システムはFM-8から拡張され、2種類のメインCPU(6809/8088)、最大1MBのメインメモリをサポートし、またディスプレイサブシステムも大幅に機能拡張された（サイクルスチール転送による高速化、400ライン表示、テキストVRAM、漢字のサブシステム側でのサポートなど）。拡張された機能の一部は、後に発売されたFM-77シリーズにも装備される。なお名称の由来はこれら2種類の8ビット、16ビットメインCPUの間をとり、かつ6809が初期は標準装備のため8ビット寄りということで「11」としたと言われる。
初期にはF-BASICを利用するために6809が必要であったが (EX)、後にF-BASIC86が開発され、6809を装備しないモデル (BS) が発売された。またモデルチェンジの際、6809モデル (AD2/AD2+) にOS-9 Level2が標準添付となり、OS-9ファンの支持を受ける。
6809モデルはその拡張性と頑丈さと使用するOS-9のリアルタイム性から、FA用途での使用も多く、計測機器制御やラインのコントローラーとして長期にわたり使用された。また、RS232Cポートが純正品オプションでも最大5ポート使用できたことから、5台のモデムをつないだBBSのホスト機としていくつかの主要BBSで使用された。RS232Cは300～19.2Kbpsが利用可能。
8088モデルは後にFM-16βに発展、その後のFMRシリーズ・FM TOWNSにもそのI/O構成等に名残が見られる。6809モデルはFM-7/77シリーズと併売されたが、8ビット時代の終焉とともにその役割を終える。

### 特徴
- キーボード分離型（FMシリーズ初）
- メインCPU 68B09E(2MHz)/8088(8MHz)
  - メインCPUはモデルによって標準装備のものが異なる。同時利用は不可。
    - 6809カード、Z80カード（純正オプション）はメモリマッピングレジスタを装備し、最大1MBのメインメモリをサポートする。
    - CPUがソケットを用いて実装されていたため、68B09Eから日立 HD63C09Eへ、8088からNEC V20への交換が流行した。

  - 純正オプションでZ80カード（Z80A 4MHz、CP/M-80付属）が、サードパーティーからは68008カードや68000カード、独立したRAMを搭載しメインCPUと同時動作が可能なZ80Bのカードも発売された。また、6809モデルには8088カード（CP/M-86付属）をオプションで追加可能（ただし、6809カードはオプションとして販売されなかった）。
  - RAM 標準128KB/256KB（モデルにより異なる）、最大1MB
- サブCPU 68B09E(2MHz)
  - グラフィックVRAM 192KB
  - グラフィック 640x400ドット 8/16色 2画面、640x200ドット 8/16色 4画面
  - テキスト画面とグラフィック画面をグリーンモニターとカラーモニターに別々に分けて出力可能
  - CRTC HD6845S
- カードスロット
  - CPU 2
  - 汎用 5
  - 漢字ROM用 1
  - 320KBフロッピーインタフェース用（STのF-BASIC ROMカードは排他使用） 1
- FDD 5インチ型を最大2台内蔵可能
  - BASICをROMで搭載するのはSTのみ（BASICはシステム起動時RAMにロードされる）。他のモデルはディスクの利用を前提とする。
- 外付オプション
  - ライトペン（インタフェース内蔵）
  - オーディオカセットレコーダ（インタフェース内蔵）
  - ハードディスク（インタフェース別売）
  - バブルカセットホルダ（インタフェース別売）他
- 主要サポートOS
  - F-BASIC V4.0/4.3/5.0(6809)
  - OS-9 Level2(6809)（初期にはLevel1も発売されている）
  - CP/M-86(8088)
  - MS-DOS 2.11(8088)
  - CP/M-80(Z80)
  - UCSD Pascal(6809)
  - FLEX（英語版）[1]

### ラインナップ
|                      | FM-11ST              | FM-11AD              | FM-11EX               | FM-11BS                              | FM-11AD2                             | FM-11AD2+                            |
| -------------------- | -------------------- | -------------------- | --------------------- | ------------------------------------ | ------------------------------------ | ------------------------------------ |
| 型番                 | MB25030              | MB25040              | MB25050               | MB25055                              | MB25045                              | MB25046                              |
| 発表時期             | 1982年11月           | 1982年11月           | 1982年11月            | 1984年2月                            | 1984年2月                            | 1985年2月                            |
| メインCPU            | 68B09E 2MHz          | 68B09E 2MHz          | 68B09E 2MHz 8088 8MHz | 8088 8MHz                            | 68B09E 2MHz                          | 68B09E 2MHz                          |
| サブCPU              | 68B09E 2MHz          | 68B09E 2MHz          | 68B09E 2MHz           | 68B09E 2MHz                          | 68B09E 2MHz                          | 68B09E 2MHz                          |
| メインメモリ（標準） | 128KB                | 128KB                | 128KB                 | 256KB                                | 128KB                                | 256KB                                |
| グラフィックVRAM     | 192KB                | 192KB                | 192KB                 | 192KB                                | 192KB                                | 192KB                                |
| 漢字ROM              | JIS第1水準オプション | JIS第1水準オプション | JIS第1水準オプション  | JIS第1水準標準装備/第2水準オプション | JIS第1水準標準装備/第2水準オプション | JIS第1水準標準装備/第2水準オプション |
| 内蔵FDD              | オプション           | 5インチ2D×1          | 5インチ2D×1           | 5インチ2HD×2                         | 5インチ2HD×1                         | 5インチ2HD×2                         |
| 標準添付OS           | F-BASIC V4.0 (ROM)   | F-BASIC V4.0         | F-BASIC V4.0 CP/M-86  | CP/M-86 (F-BASIC86)                  | F-BASIC V5.0 OS-9/6809 Level2        | F-BASIC V5.0 OS-9/6809 Level2        |